# Perenyei Bálint
Perenyei Bálint  (Kőszeg, 1630.k.  – ? 1680.u.) evangélikus lelkész.

## Élete
Nemes családban született. Dédapja, Perenyei Benedek szerezte a nemességet. Ő Felsőlendva várkapitányaként a török elleni harcokban szerzett érdemeiért 1560. aug. 14-én Ferdinánd királytól címereslevelet kapott 1652-ben Wittenbergben tanult Valentinus Perenius néven.1659-ben a kőszegi evangélikus iskola rektora.
1661-ben a kedvezőtlen "conditio és tracta" következtében a tanítást feladta, Kőszeget elhagyva Pösén (ma Gyöngyösfalu) vállalt lelkészséget. 1665 táján a szécsenyi (ma Vasszécseny) kastélyban Telekesi Török Istvánnak  lett a nevelője.
Az évtized második felében a protestáns lelkészek üldözése során Perenyeit Szécsenyből elűzték.
Ez után az Őrségbe menekült. Az őrségi reformátusok ez időben szilárdan tartották magukat Batthyányak katolizációs kísérleteivel szemben. Hodoson korábban jeles kálvinista papok szolgáltak, de a lutheránus Perenyei érkezésekor  már jó ideje betöltetlen volt a hodosi lelkész állása. Perenyei ezt foglalhatta el, hiszen az Őrség 1678-ban kitört rebelliója után mint hodosi prédikátort hallgatják ki. Tanúvallomásából nem derül ki, milyen szerepe volt a lázadásban, más tanúk sem utalnak részvételére.
1680-ban, feltehetően távollétében, kőszegi vagyonát lefoglalták.
Perenyei itteni ténykedése kezdetben feltehetően a szomszédos Nádasdy-birtokokon (pl. Domonkosfa) élő, elszigetelt magyar evangélikus szórványok megmentésére irányult, amihez a rebellis Őrség nyújtott hátországot. Végül aztán az ő munkálkodása következtében Hodos is végleg evangélikus gyülekezetté alakult. 1680 után nem hallani róla,  talán itt is hunyt el. 1698-ban már Szakonyi István a hodosi lutheránus pap. 
A hodosi lutheránus egyházközség létrejöttével melyhez olyan nála nagyobb lélekszámú, többségében tót (szlovén) anyanyelvű filiák is tartoztak, mint Sál), az Őrség öntudat erejét biztosító hitbéli egyöntetűség jelentős sérelmet szenvedett.